# منى هاموند
منى هاموند (بالإنجليزية: Mona Hammond)‏ (1 يناير 1931 - 4 يوليو 2022)، هي ممثلة جامايكية، ولدت في 1931 بأبرشية كلارندون في جامايكا.

## أعمال

### أفلام
- (2008) 10000 ق م[6][7]
- (2011) كوريولانوس

## وصلات خارجية
- منى هاموند على موقع IMDb (الإنجليزية)
- منى هاموند على موقع ألو سيني (الفرنسية)
- منى هاموند على موقع أول موفي (الإنجليزية)
- منى هاموند على موقع قاعدة بيانات الأفلام السويدية (السويدية)
- منى هاموند على موقع قاعدة بيانات الفيلم (الإنجليزية)
- منى هاموند على موقع كينوبويسك (الروسية)